# Eric Roth
Eric Roth (* 22. März 1945 in New York City, New York) ist ein US-amerikanischer Drehbuchautor und Filmproduzent.

## Leben
Eric Roth ist der Sohn des Filmproduzenten und Universitätsprofessors Leon Roth und dessen Frau Miriam, die beim Radio arbeitete. Er wuchs in Bedford-Stuyvesant, New York auf. Roths jüdische Herkunft schlug sich auch in seinen Werken nieder.
Sein Debüt als Drehbuchautor gab er 1970 mit dem Film To Catch a Pebble. Für sein Drehbuch zu Forrest Gump wurde Roth 1995 mit dem Oscar ausgezeichnet. Seine Arbeiten an Michael Manns The Insider und Steven Spielbergs München  brachten ihm jeweils eine weitere Oscar-Nominierung ein. 2007 erhielt er für das Drehbuch zu Der gute Hirte den International Thriller Award – Best Screenplay. Für sein Drehbuch zu David Finchers Der seltsame Fall des Benjamin Button wurde er 2009 für den Golden Globe Award und Oscar nominiert. 2012 bekam er von der Writers Guild of America einen Preis für sein Lebenswerk. 2019 war er erneut für den Oscar nominiert, dieses Mal in der Kategorie Bestes adaptiertes Drehbuch gemeinsam mit Will Fetters und Bradley Cooper für die Arbeit an A Star Is Born.
Roth ist Produzent der HBO-Serie Luck und produzierte 2013 eine Staffel der Serie House of Cards. Er verfasste auch das Drehbuch zur Neuverfilmung des Romans Dune von Frank Herbert und adaptierte David Granns Das Verbrechen: Die Osage-Morde und das FBI für Martin Scorsese.
Er lebt zurückgezogen in Malibu. Er ist eines der Opfer des Anlagebetrügers Bernard L. Madoff und seines Komplizen Stanley Chais. Dabei verlor er seine komplette Altersvorsorge. Die Dokumentarfilmerin Vanessa Roth ist eines seiner Kinder.

## Stil
Eric Roth hat einen sehr eigenwilligen Arbeitsstil. So schreibt er seine Drehbücher weiterhin mit einem Programm auf MS-DOS-Basis. Sein Arbeitsrechner hat keinen Internetanschluss. Seine Drehbücher werden nur als gebundene Skripte herausgegeben.
Eric Roth versteht sich als Dramaturg. Sowohl seine eigenen Drehbücher als auch seine Adaptionen versucht er zunächst zu visualisieren, um sie für das Kino zu optimieren. Außerdem versucht er in das Leben der Figuren einzutauchen. So wandelte er die Kurzgeschichte The Curious Case of Benjamin Button von F. Scott Fitzgerald in einer sehr freien Adaption um. Bei Der seltsame Fall des Benjamin Button verarbeitete er seinen eigenen Trauerprozess, da während des Schreibens beide Elternteile verstarben. Daher bezeichnet er den Film als seinen persönlichsten. Auch bei Extrem laut & unglaublich nah nahm er sich Freiheiten heraus und konzentrierte sich auf die Beziehung zwischen Oskar und seinem Großvater sowie dem damit verbundenen Trauerprozesses.

## Filmografie (Auswahl)
- 1970: To Catch a Pebble
- 1974: The Nickel Ride
- 1979: Airport ’80 – Die Concorde (The Concorde: Airport ’79)
- 1987: Suspect – Unter Verdacht (Suspect)
- 1988: Memories of Me – Das tragisch-komische Leben eines großartigen Versagers (Memories of Me)
- 1993: Mr. Jones
- 1994: Forrest Gump
- 1997: Postman
- 1998: Der Pferdeflüsterer (The Horse Whisperer)
- 1999: Insider (The Insider)
- 2001: Ali
- 2005: München (Munich)
- 2006: Der gute Hirte (The Good Shepherd)
- 2007: Glück im Spiel (Lucky You)
- 2008: Der seltsame Fall des Benjamin Button (The Curious Case of Benjamin Button)
- 2011: Extrem laut & unglaublich nah (Extremely Loud & Incredibly Close)
- 2011–2012: Luck (Fernsehserie, auch Produktion)
- 2013: House of Cards (Fernsehserie, Produktion)
- 2015: Ellis (Kurzfilm)
- 2018: A Star Is Born
- 2020: Mank (Produzent)
- 2021: Dune
- 2023: Killers of the Flower Moon
- 2024: Here
- 2025: The President’s Cake

## Auszeichnungen
Oscar
- 2022: Nominierung für das Beste adaptierte Drehbuch (Dune)
- 2021: Nominierung für den Besten Film (Mank)
- 2019: Nominierung für das Beste adaptierte Drehbuch (A Star Is Born)
- 2009: Nominierung für das Beste adaptierte Drehbuch (Der seltsame Fall des Benjamin Button)
- 2006: Nominierung für das Beste adaptierte Drehbuch (München)
- 2000: Nominierung für das Beste adaptierte Drehbuch (Insider)
- 1995: Gewonnen für das Beste adaptierte Drehbuch (Forrest Gump)

British Academy Film Awards
- 2022: Nominierung für das Beste adaptierte Drehbuch (Dune)
- 2019: Nominierung für das Beste adaptierte Drehbuch (A Star Is Born)
- 2009: Nominierung für das Beste adaptierte Drehbuch (Der seltsame Fall des Benjamin Button)
- 1995: Nominierung für das Beste adaptierte Drehbuch (Forrest Gump)

Writers Guild of America Award
- 2022: Nominierung für das Beste adaptierte Drehbuch (Dune)[10]
- 2019: Nominierung für das Beste adaptierte Drehbuch (A Star Is Born)
- 2009: Nominierung für das Beste adaptierte Drehbuch (Der seltsame Fall des Benjamin Button)
- 2000: Gewonnen für den Paul Selvin Honorary Award (Insider)
- 2000: Nominierung für das Beste adaptierte Drehbuch (Insider)
- 1995: Gewonnen für das Beste adaptierte Drehbuch (Forrest Gump)